# Netlista
Netlista – lista połączeń pomiędzy elementami na płytce drukowanej. Netlista pozwala na uniknięcie błędów przy tworzeniu płytki ze schematu i pozwala automatycznie umieszczać elementy na płytce.